# Schule Giesenkirchen

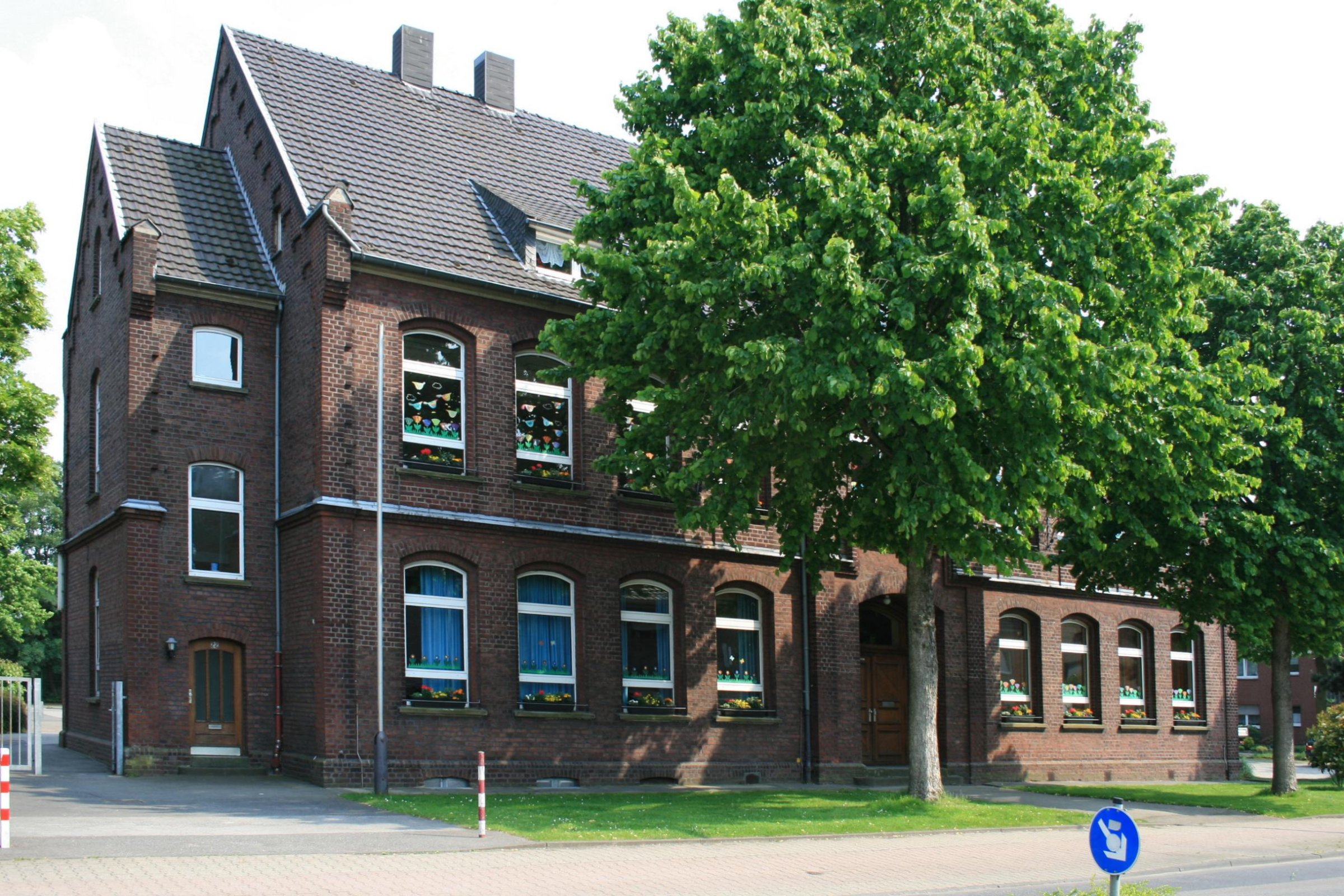
Schule (2011)

Die Schule Giesenkirchen steht im Stadtteil Giesenkirchen in Mönchengladbach (Nordrhein-Westfalen), Kleinenbroicher Straße 22.
Das Gebäude wurde 1902 erbaut. Es wurde unter Nr. K 059  am 16. September 1993 in die Denkmalliste der Stadt Mönchengladbach eingetragen.

## Lage
Das Objekt liegt in Giesenkirchen an der Ausfallstraße nach Korschenbroich innerhalb eines Neubaugebietes.

## Architektur
Der 1902 erbaute zweigeschossige Backsteinbau von neun Achsen wurde traufständig errichtet. Mittelaxiale Betonung durch schwach herausgestellten Mittelrisalit mit über den Dachfirst hinausragendem Dreiecksgiebel.